# Châtiment collectif

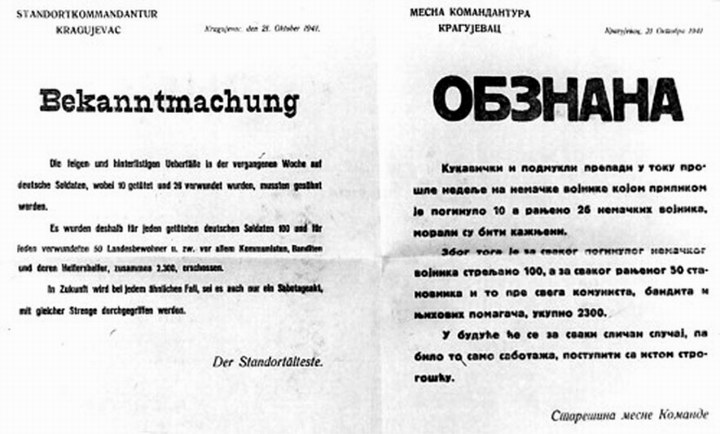
1941 : le Troisième Reich annonce avoir tué 1200 civils lors du massacre de Kragujevac, qui constitue des représailles à la mort de 10 soldats allemands aux mains des partisans, en Serbie occupée.

Un châtiment collectif est un châtiment (ou une sanction) imposé à un groupe de personnes pour des actes qui auraient été commis par un membre de ce groupe, rattaché en fonction des liens ethniques, politiques, familiaux, amicaux ou de voisinage. Comme cette pratique vise des individus qui ne sont pas responsables des infractions d'un tiers, les châtiments collectifs sont incompatibles avec le principe essentiel de responsabilité individuelle. Le groupe puni n'a souvent pas d'autre lien avec le délinquant qu'une proximité géographique et il ne peut exercer aucun contrôle des actes du délinquant. Les châtiments collectifs sont interdits par des traités, dans le cadre de conflits armés tant internationaux que non internationaux, notamment par l'article 33 de la quatrième convention de Genève et par l'article 6 du Protocole II,.
L'histoire montre que les châtiments collectifs ont provoqué des atrocités. Certaines puissances occupantes ont recouru à des châtiments collectifs contre les mouvements de résistance. Dans certains cas, des villes et villages entiers, soupçonnés d'avoir hébergé ou aidé des partisans, ont été rayés de la carte. Les puissances occupantes ont prétendu qu'un châtiment collectif est nécessaire comme mesure dissuasive. Néanmoins, ces actes de représailles sont interdits par les lois de la guerre.

## Sources de droit

### Conventions de La Haye
La première conférence de La Haye est souvent citée pour tracer les limites et les droits des occupants envers les biens locaux (sous occupation).

« Aucune peine collective, pécuniaire ou autre, ne pourra être édictée contre les populations à raison de faits individuels dont elles ne pourraient être considérées comme solidairement responsables. »

Les biens privés sont protégés des actes de l'armée occupante, néanmoins une exception permet l'expropriation à des fins d'exploitation militaire mais les biens privés « devront être restitués, et les indemnités seront réglées à la paix, ».

### Conventions de Genève
D'après Médecins sans frontières, « Le droit international indique que nul ne peut être puni pour des actes qu'il n'a pas commis. Il établit que la punition collective d'un groupe de personnes pour un crime commis par un individu est interdite...C'est l'une des garanties fondamentales établies par les Conventions de Genève et leurs protocoles. Cette garantie s'applique non seulement aux personnes protégées mais à tous les individus, quel que soit le statut, ou la catégorie à laquelle il appartient... ».
Dans la quatrième Convention de Genève, les « personnes protégées » sont la population d'un territoire occupé dans le cadre d'une guerre : « les personnes qui, à un moment quelconque et de quelque manière que ce soit, se trouvent, en cas de conflit ou d'occupation, au pouvoir d'une Partie au conflit ou d'une Puissance occupante dont elles ne sont pas ressortissantes ». Sous le titre III (« Statut et traitement des personnes protégées »), l'article 33 interdit les peines collectives contre la population des territoires occupés :

« Aucune personne protégée ne peut être punie pour une infraction qu'elle n'a pas commise personnellement. Les peines collectives, de même que toute mesure d'intimidation ou de terrorisme, sont interdites.

Le pillage est interdit.

Les mesures de représailles à l'égard des personnes protégées et de leurs biens sont interdites. »

### Déclaration des droits de l'homme et du citoyen de 1789
En France, le principe d'individualisation des peines s'oppose aux châtiments collectifs. Le Conseil constitutionnel, dans sa décision no 2005-520 DC, considère que ce principe découle de l’article 8 de la Déclaration des droits de l'homme et du citoyen de 1789. Ce principe général s'applique également aux punitions décidées dans les établissements d'enseignement, comme le rappelle la circulaire ministérielle 2014-059 du 27-5-2014, NOR MENE1406107C.

## Enjeux

### Responsabilité collective
Les systèmes juridiques modernes circonscrivent en général la responsabilité délictuelle aux individus. Le ius commune à Florence à la fin du Moyen Âge établit clairement la responsabilité individuelle. À quelques exceptions près (comme la trahison), nul individu ne peut être poursuivi pour une infraction dont ils n'avait pas connaissance, même si l'auteur est membre de sa famille. Pour préserver l'effet correcteur de la loi lombarde sur la faide, une exception est prévue : elle reconnaît la responsabilité collective en cas de vendetta ; le cas échant, le père, le fils et tout homme de leur maison sont tous tenus pour responsables.
Les philosophes modernes s'appuient en général sur le concept d'intention pour établir la responsabilité morale individuelle. Cette approche kantienne (en) n'est pas le seul moyen d'établir des responsabilités.
Le philosophe Kenneth Shockley propose de se pencher sur les infractions du groupe et les châtiments qui apporteraient un changement. Les sanctions envers un groupe peut consister à son démantèlement partiel ou total, à l'affaiblissement des liens entre ses membres ou en déconstruisant certaines de ses normes. D'après Neta Crawford (en), les groupes peuvent évoluer et ils peuvent aussi formuler des excuses et chercher à réparer leurs erreurs. Auquel cas, un groupe est tenu pour responsable s'il organise ou encourage des comportements néfastes. Shockley y voit le « contrôle de coordination » exercé par le groupe sur ses membres.

### Dissuasion
La responsabilité collective est parfois utilisée comme stratégie de dissuasion afin d'inciter le groupe à surveiller les activités de ses membres. Ce format de « dissuasion indirecte » ou de « dissuasion par délégation » vise typiquement des personnalités exerçant de hautes fonctions ou celles qui sont en position de surveiller et contrôler autrui.
Dans le cadre d'une occupation militaire, une doctrine de dissuasion peut paraître intéressante car punir des innocents constitue une stratégie peu coûteuse.

## Types

### Punition familiale
Le châtiment familial est un type de punition collective basée sur les liens du sang. Historiquement, cette sanction a principalement eu lieu dans le cadre de crimes politiques.
Dans la Grèce antique, le châtiment collectif sous forme de punition familiale était corrélé à l'idée de souillure rituelle qui contaminait le groupe entier si un membre commettait une infraction. Ainsi, les Alcméonides ont subi une sanction collective à cause de leur rôle dans la conspiration de Cylon.
Sous la dynastie Qin en Chine (221-207 avant notre ère), l'empereur Qin Shi Huang assoit son règne en appliquant des règles strictes par lesquelles les crimes les plus graves, comme la trahison, sont passibles d'une rétorsion appelée « neuf exterminations familiales (en) », qui consiste à exécuter non seulement les criminels mais aussi leurs familles entières. Le processus d'extermination familiale est maintenu par les dynasties suivantes pour des crimes graves ; un nombre important de sentences est prononcé pendant la dynastie Ming (1368–1644), puis ce châtiment est abrogé officiellement par le gouvernement sous la dynastie Qing (1644–1912) en 1905. Sous la dynastie Ming, 16 femmes du palais fomentent une rébellion et tentent d'assassiner (en) l'empereur Jiajing. Toutes sont condamnées à mort par lingchi ; dix membres de leurs familles sont décapités et vingt autres réduits en esclavages et offerts aux ministres.
En Allemagne nazie, le principe de responsabilité familiale était appelé Sippenhaft. Il s'appliquait aux familles de personnes considérées comme racialement acceptables quand un membre était accusé d'agir contre l'État de diverses manières : désertion, lâcheté, trahison ou d'autres infractions mineures relatives à la désobéissance.

## Sanctions

### Amendes collectives
La pratique d'une amende collective, comme le wergeld, peut inciter un groupe à identifier les auteurs d'une infraction, ce qu'ils n'auraient pas fait en l'absence de cette compensation. Richard Posner et d'autres estiment que les amendes collectives sont la forme la plus efficace de châtiment collectif, au sens de dissuasion des comportements néfastes, si le montant est suffisamment élevé et si l'amende vise les personnes capables d'identifier les auteurs de l'infraction.
Quand une amende collective est imposée à un groupe choisi parmi les élites, elle peut inciter les membres à chercher l'auteur de l'infraction ; toutefois, l'efficacité de cette mesure diminue en proportion de l'étendue du groupe et de sa richesse relative.
Le système de frankpledge (en), en usage au XIIe siècle, était appliqué sur une vaste partie du royaume anglais. Knut le Grand organise les peuples anglais conquis en Hundreds et en tithings. Les spécialistes n'ont pas déterminé si la sécurité à l'époque de Knut reflétait une responsabilité individuelle ou collective, ou si le châtiment collectif était une particularité de la loi anglo-saxonne avant la conquête normande ; au XIIe siècle, le système de frankpledge applique un châtiment collectif à l'ensemble d'un tithing. Au XIIIe siècle, le Statut de Winchester (en) (1285) dispose que « le hundred entier... sera responsable » de tout larçin.

### Destruction de logements
D'après W. R. Connor, « l'importance de l'oikos dans la Grèce antique, une importance qui va bien au-delà du besoin d'un abri et du confort, est bien connu ». La destruction d'un logement est, par conséquent, « particulièrement frappante et porteuse d'un sens tant symbolique que pratique ». La pratique du kataskaphai de logements est attestée par plusieurs sources antiques. D'après le récit de Plutarque sur le meurtre d'Hésiode (présent dans les Œuvres morales), le logement des assassins est rasé (οὶκίαν κατέσκαψαν). Quand les corinthiens tuent Cypsélos, ils « rasent les logements des tyrans et confisquent leurs biens » d'après Nicolas de Damas.
Depuis 1967, de nombreuses démolitions de logements ont eu lieu en Israël. Elles s'appuient sur la Regulation 119(1) des Defence (Emergency) Regulations (en), loi d'urgence qui remonte à l'occupation britannique sous le mandat pour la Palestine ; l'État y voit la source de légitimité des démolitions menées par l'Armée de défense d'Israël. Dans le jugement Alamarin c. Commandant de l'ADI dans la Bande de Gaza (en), la Cour suprême d'Israël considère que la démolition des propriétés palestiniennes appartenant à des personnes qui ont commis des actes de violence peut avoir lieu au nom des Defence (Emergency) Regulations, même si le bâtiment hébergeait d'autres habitants qui n'avaient aucun lien avec l'infraction. Toutefois, les contre-arguments contre la validité de ces dispositions reposent d'une part sur le fait que ces réglementations auraient dû être révoquées en 1967 en tant qu'ancienne loi coloniale et, d'autre part, que ces destructions sont incompatibles avec le respect des traités modernes qui incombe à l'État d'Israël.

### Viols
Certains experts estiment que les viols commis contre les femmes allemandes commis par l'Armée rouge à mesure de son avancée en Allemagne correspondent à une forme de châtiment collectif. En France, les femmes ayant collaboré avec le régime de Vichy sont aussi la cible de châtiments collectifs : des gens les ont photographiées, nues et emmenées publiquement dans les rues. Une prostituée accusée d'avoir offert ses services à des Allemands est tuée à coups de pied.
Après le meurtre de trois adolescents israéliens en juin 2014 près de la colonie d'Alon Shvut, le professeur Mordechai Kedar déclare : « la seule chose qui puisse dissuader les terroristes, comme ceux qui ont enlevé les enfants et les ont assassinés, est la certitude que leurs sœurs ou leurs mères subiront un viol. Cette idée semble terrible mais nous sommes au Proche-Orient ».
Dans le conflit du Cachemire, les femmes sont souvent visées « pour punir et humilier la communauté entière ». Même dans des cas très médiatisés, comme les viols de masse à Kunan Poshpora (en), les criminels n'ont pas été inquiétés.

## Histoire

### XVIIIesiècle
Les lois intolérables ont été vues comme un châtiment collectif du Massachusetts en rétorsion à la Boston Tea Party.

### XIXesiècle
Pendant la guerre de Sécession, le principe de châtiment collectif est avancé par le général unioniste William Tecumseh Sherman dans son Ordre spécial numéro 120 (en), daté du 9 novembre 1864, où il annonce les dispositions de sa marche vers la mer : « Seuls les commandants de corps d'armée ont le pouvoir de détruire les moulins, les maisons, les filatures de coton, etc., et c'est pour eux que ce principe général est établi : dans les districts et les quartiers où l'armée n'est pas maltraitée, aucune destruction de ces biens ne devrait être autorisée ; mais si des guérilleros ou des pirates de la brousse entravent notre marche, ou si les habitants brûlent des ponts, obstruent des routes ou manifestent autrement une hostilité locale, les commandants de l'armée devraient ordonner et appliquer une destruction plus ou moins implacable selon la mesure de cette hostilité ».
Les Britanniques (dans la seconde guerre des Boers) et les Allemands (dans la guerre franco-allemande de 1870) justifient les châtiments collectifs en déclarant qu'ils correspondent au droit de la guerre en vigueur à l'époque.

### Seconde Guerre mondiale

#### Par l'Allemagne

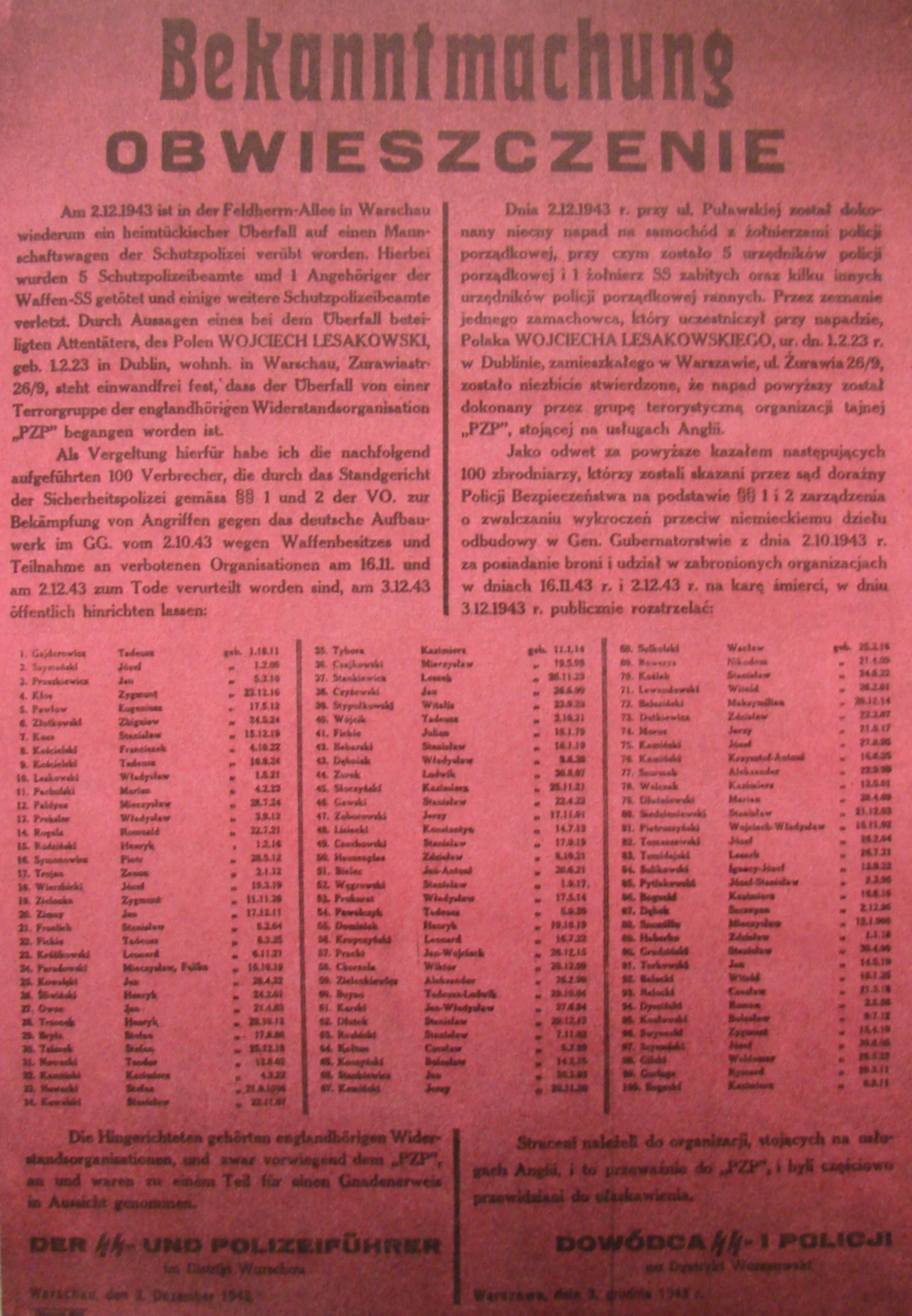
Annonce de l'exécution de cent otages polonais raflés, à titre de vengeance après l'assassinat de cinq policiers allemands et d'un membre de la Schutzstaffel par l'Armia Krajowa en Pologne occupée. Varsovie, 2 octobre 1943.

Sous l'occupation de la Pologne, le Troisième Reich applique une doctrine de responsabilité collective : tout secours offert à une personne de confession ou d'origine juive est punie de mort, non seulement contre les sauveteurs eux-mêmes mais aussi contre leurs familles (en),,. Les Allemands prennent soin de médiatiser largement cette politique,. À la même époque, pour chaque Allemand tué par un Polonais, entre 100 et 400 Polonais sont fusillés en représailles. Les communautés sont tenues pour responsables, à titre collectif, des contre-attaques polonaises contre l'envahisseur allemand. Pendant que la Wehrmacht avance en Pologne, en septembre 1939 et par la suite, des rafles (łapanka) d'otages suivies d'exécutions de masse ont lieu chaque jour. Sous l'occupation nazie, la Pologne a perdu plus de cinq millions de ses habitants, principalement des civils.
Sur le territoire de Yougoslavie qui, aujourd'hui, correspond à la Serbie, les soldats nazis procèdent au massacre de 434 hommes près de Kragujevac le 19 octobre 1941 en punition d'actes menés par le mouvement de résistance serbe. Les deux journées suivantes, les nazis assassinent également plus de 13 000 personnes à Kraljevo, Kragujevac et Sumarice, y compris 300 lycéens de Kragujevac. En 1942, les Allemands détruisent le village de Lidice (en Tchécoslovaquie, aujourd'hui en Tchéquie), tuant plus de 340 habitants en représailles à l'assassinat de Reinhard Heydrich par des commandos du voisinage (le village de Ležáky est également détruit dans la foulée). En 1944, les Waffen-SS massacrent la totalité des habitants (hommes, femmes et enfants) d'Oradour-sur-Glane ; la même année, 335 Italiens sont victimes du massacre des Fosses ardéatines. Aux villages italiens de Sant'Anna di Stazzema et de Marzabotto, ont lieu des massacres à grande échelle, commis par les nazis. Lors du massacre de Borovë, en Albanie, les Allemands tuent 107 civils en représailles contre une attaque des résistants contre une colonne allemande.

#### Contre l'Allemagne
L'expulsion de populations germanophones après la Seconde Guerre mondiale depuis les territoires de l'URSS, de la Pologne et de la Tchécoslovaquie représente un exemple de châtiment collectif de grande ampleur. Le but était de punir les Allemands,,. Les Alliés tiennent les Allemands pour responsables, collectivement, des crimes de guerre nazis,,,. Aux États-Unis et au Royaume-Uni, l'idée de la culpabilité collective des Allemands et de leur châtiment collectif ne provient pas des peuples américain et britannique mais de responsables politiques de haut niveau. Ce n'est qu'à un stade avancé de la guerre que le public américain prête au peuple allemand une culpabilité collective.

#### Union soviétique
La politique de Joseph Staline consistant à procéder à la déportation massive de nombreuses nationalités aux confins de l'URSS (y compris des Tchétchènes, des Tatars de Crimée, des Allemands de la Volga et de nombreux autres) montrent un châtiment collectif officiellement mis en œuvre.
Staline se sert du retrait partiel de groupes ethniques potentiellement remuants tout au long de sa carrière : les Polonais (1939-1941 et 1944-1945), les Roumains (1941 et 194-1953), les Estoniens, les Lettons, les Lituaniens (1941 et 1945-1949), les Allemands de la Volga (1941), les Tchétchènes et les Ingouches (1944). Peu auparavant, pendant la Seconde Guerre mondiale et l'immédiat après-guerre, Staline entreprend une série de déportations à grande échelle qui modifie en profondeur la carte ethnique de l'URSS. Entre 1941 et 1949, les autorités soviétiques déportent, selon les estimations, près de 3,5 millions de personnes en Sibérie et dans les républiques d'Asie centrale.
Les déportations commencent avec Polonais de Biélorussie, d'Ukraine et de Russie européenne (voir : Polonais en Union soviétique) sur la période 1932-1936. Les Koryo-saram de l'Extrême-Orient russe sont déportés en 1937 (voir : Déportation des Coréens en Union soviétique). L'invasion soviétique de la Pologne (17 septembre 1939), coordonnée avec l'invasion allemande (1er septembre 1939), marque le début de la Seconde Guerre mondiale ; après cette campagne, l'URSS annexe les secteurs orientaux (appelés « Kresy ») de la deuxième république polonaise. Entre 1939 et 1941, le régime soviétique déporte plus d'1,45 million d'habitants depuis ce secteur, dont 63 % étaient polonais et 7 % Juifs. Des opérations similaires ont lieu dans les États baltes : en 1940, ils sont incorporés dans l'URSS. Selon les estimations, plus de 20 000 personnes ont été déportées depuis les États baltes entre 1940 et 1953 ; 10 % de l'ensemble de la population balte adulte est déportée ou envoyées dans des camps de travail, (voir : déportation de juin, opération Priboï et déportations soviétiques depuis l'Estonie).

### Guerre froide

#### Azerbaïdjan
En 1990, lors du Janvier Noir, l'Armée rouge procède au massacre de populations civiles en République socialiste soviétique d'Azerbaïdjan. Le rapport de Human Rights Watch intitulé Black January in Azerbaijan déclare : « En effet, la violence appliquée par l'Armée soviétique la nuit du 19 au 20 janvier était disproportionnée compte tenu de la résistance opposée par les Azerbaïdjanais, au point de constituer un châtiment collectif ».

#### Royaume-Uni
Lors de divers conflits armés où s'investit le Royaume-Uni dans les années 1950, le châtiment collectif est exercé comme tactique pour réprimer des insurrections, comme lors de l'insurrection communiste malaise, la révolte des Mau Mau et l'insurrection de Chypre. En 1951, le gouvernement britannique annonce un programme : les non-combattants surpris à soutenir l'Armée de libération des peuples de Malaisie seraient passibles de « châtiment collectif ». Pendant la révolte des Mau Mau, l'administration coloniale s'appuie aussi sur les châtiments collectifs comme tactique contre la Kenya Land and Freedom Army (en) tandis qu'à Chypre, pendant la révolte, les autorités britanniques appliquent des expulsions de logement et des fermetures d'entreprises dans les régions où le personnel britannique a été assassiné, afin de recueillir des informations sur l'identité des criminels,,.

### XXIesiècle

#### Afrique du Sud
L'Afrique du Sud a conservé une loi datant de l'apartheid, relative au concept de common purpose (en), qui permet de punir les membres d'un groupe pour les crimes commis par d'autres membres du même groupe, même si les membres innocents n'ont pas participé activement à l'entreprise commune. En août 2012, cette loi attire l'attention du public quand 270 mineurs sont menacés de poursuites après leur participation à une manifestation. Au cours de cet évènement à la mine de Marikana, la police tire sur 34 mineurs. De nombreux mineurs étaient armés. Quand le parquet a annoncé qu'il poursuivrait les autres mineurs présents à la manifestation, le public a témoigné son indignation.

#### Corée du Nord
En Corée du Nord, les prisonniers politiques sont envoyés aux camps de concentration (Kwanliso) avec leurs familles sans bénéficier d'un procès équitable.

#### Israël
Le Comité international de la Croix-Rouge, un rapport des Nations unies et d'autres organismes critiquent le blocus de la bande de Gaza imposé depuis 2007, estimant qu'il s'agit d'un châtiment collectif à l'encontre des Palestiniens,,.

#### Pakistan
Le 20 mai 2000 l'Armée pakistanaise  a entrepris un châtiment collectif contre le village de Spinkai (en), dans les régions tribales. L'opération était appelée zalzala, expression arabe signifiant « tremblement de terre ». L'armée balaie la zone avec des mitrailleuses montées sur hélicoptères, de l'artillerie et des chars. Après quatre jours de combats, 25 insurgés et six soldats avaient péri. Les autres insurgés se sont retirés dans la vallée. L'armée capture le village et découvre des usines de bombes, des vestes équipées pour des attentats-suicides et des écoles pour candidats adolescents aux attentats à la bombe. L'armée décide aussitôt de punir le village qui a hébergé des Talibans et permis aux insurgés d'agir dans et depuis le village pour mener des attaques terroristes au Pakistan. Des bulldozers et des experts en explosifs détruisent le marché de Spinkai. Les stations-services, les magasins et même certains bâtiments de l'hôpital sont rasés. Les villageois ont interdiction de rentrer chez eux.

#### Syrie
Tout au long de la guerre civile syrienne, le gouvernement syrien applique des châtiments collectifs pour réprimer les villes révoltées sur l'ensemble du pays ; des villes entières sont assiégées, bombardées voire détruites si elles se rangent du côté de l'opposition.
Lorsque le gouvernement reprend Damas, après la bataille de Damas en 2012, il entreprend une campagne de châtiment collectif contre les banlieues sunnites qui avaient soutenu l'Armée syrienne libre,.
Dans les villes et quartiers ralliés à l'opposition du gouvernorat d'Alep et à Alep, des rapports indiquent que le gouvernement syrien attaque des civils près de boulangerie, en utilisant des tirs d'artillerie et de roquettes ; les boulangeries font l'objet de bombardements indiscriminés,. Selon Human Rights Watch, ces offensives sont des crimes de guerre.
Au nord-est du pays, dans la province d'Idlib, des villes entières sont bombardées si elles abritent des rebelles et des militants de l'opposition ; les principales victimes sont des civils et ces offensives entraînent aussi d'importantes pertes financières.